# Дерек Ріордан
Дерек Ріордан (англ. Derek Riordan, нар. 16 січня 1983, Единбург, Шотландія, Велика Британія) — шотландський футболіст, нападник. Найбільш відомий за виступами, зокрема, за шотландські клуби «Гіберніан» та «Селтік». Грав за збірну Шотландії.

## Клубна кар'єра
Дерек Ріордан в дорослому футболі дебютував 2001 року виступами за команду клубу «Гіберніан», в якій провів п'ять сезонів, взявши участь у 123 матчах чемпіонату Шотландії.  Більшість часу, проведеного у складі «Гіберніана», був основним гравцем атакувальної ланки команди. У складі «Гіберніана» був одним з головних бомбардирів команди, маючи середню результативність на рівні 0,44 голу за гру першості. В 2003 році його віддали в оренду в «Ковденбіт». Дерек був одним з наймолодших гравців шотландської прем'єр-ліги і став молодим гравцем року в 2005-му. Ріордан перейшов в «Селтік» в 2006 році, але не зумів завоювати місце в основному складі і скоро повернувся до «Гіберніан». Він покинув «Хібз» в 2011 році, перейшовши вільним агентом в «Шеньсі Чаньба», проте його дворічний контракт з китайцями було достроково розірвано вже через чотири місяці. Дерек повернувся до Шотландії і підписав короткостроковий контракт із «Сент-Джонстоном» в березні 2012 року. Після цього провів три місяці в «Бристоль Роверс», 2 матчі за півтора сезони в «Аллоа Атлетік» та один матч за «Бріхін Сіті», до якого він приєднався 2014 року.

## Виступи за збірну
2005 року дебютував в офіційних матчах у складі збірної Шотландії, за яку загалом зіграв 3 матчі.

## Титули і досягнення
- Чемпіонат Шотландії
  - Чемпіон (2): 2006–07, 2007–08
- Кубок Шотландії
  - Володар (1): 2006–07